# Caguas

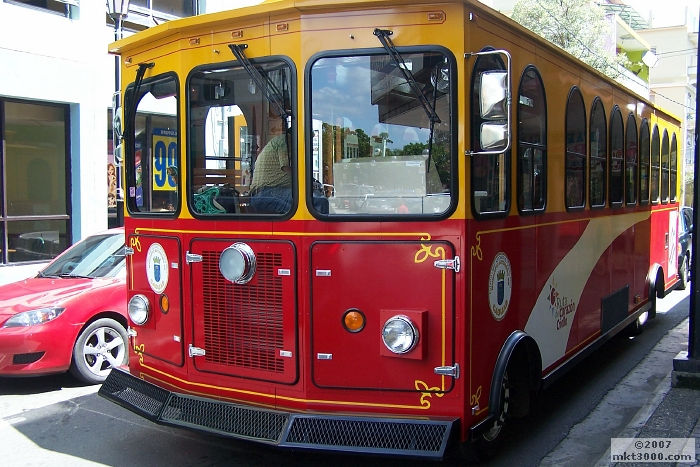
Bus turístic Caguas

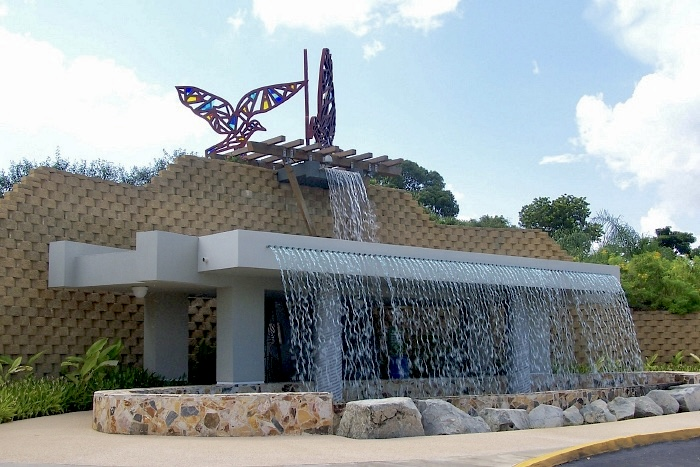
Entrada al jardi botànic

Caguas és un municipi de Puerto Rico situat al centre-est de l'illa, també conegut amb els noms de Tierra de las Leyendas, el poble de Los Samaritanos i la Ciudad Samaritana. Confina al nord amb els municipis de San Juan i Trujillo Alto; al sud amb Cayey i San Lorenzo; a l'est amb Gurabo i San Lorenzo i a l oest amb Aguas Buenas, Cidra i Cayey. Forma part de l'Àrea metropolitana de San Juan-Caguas-Guaynabo.
El municipi està dividit en 11 barris: Bairoa, Beatriz, Borinquen, Caguas Pueblo, Cañabón, Cañaboncito, Río Cañas, San Antonio, San Salvador, Tomás de Castro i Turabo. El nom de Caguas es deu al cacic taíno Caguax qui habitava prop de la confluència dels rius Turabo i Grade de Loíza. Durant la colonització espanyola aquest cacic va acceptar ser cristianitzat i no lluità en contra dels conqueridors.